# Nonhuman Rights Project
 El Nonhuman Rights Project (Proyecto de Derechos no Humanos, NhRP por sus siglas en inglés) es una organización estadounidense sin ánimo de lucro por los derechos de los animales que persigue cambiar el estatus legal de al menos ciertos animales no humanos al cambiar de propiedad a persona, con el objetivo de garantizar derechos como el de libertad física (el derecho a no ser encarcelado) y el de integridad física (el derecho a no ser objeto de experimentación). El NhRP trabaja en gran medida a través de litigios en distintos estados de EE. UU., en lo que define como la jurisdicción más apropiada según el derecho anglosajón, y basa sus argumentos en pruebas científicas ya existentes acerca del autoconocimiento y la autonomía de animales no humanos. El artífice de su campaña continua, basada en la litigación estratégica, es gran medida un equipo de abogados, expertos legales y estudiantes de Derecho voluntarios que llevan a cabo una investigación en profundidad sobre precedentes legales relevantes.  El NhRP presentó sus primeras demandas en diciembre de 2013, en nombre de cuatro chimpancés  retenidos en cautividad en el estado de Nueva York. A finales de 2014, el presidente de la organización, Steven Wise, junto a su directora ejecutiva, Natalie Prosin, anunciaron en la revista Global Journal of Animal Law que el Nonhuman Rights Project iba a ampliar su área de trabajo a otros países, comenzando por Suiza, Argentina, Inglaterra, España, Portugal y Australia.
El Nonhuman Rights Project es, en la actualidad, una de las organizaciones benéficas destacadas por la entidad Animal Charity Evaluators.

## Historia
Fundada por el abogado Steven M. Wise, el Nonhuman Rights Project comenzó en 2007 como un proyecto del Center for the Expansion of Fundamental Rights (Centro para la Expansión de los Derechos Fundamentales, en inglés). En 2012, el Center for the Expansion of Fundamental Rights pasó a llamarse oficialmente Nonhuman Rights Project.

## Misión y objetivos
Según el sitio web del NhRP, la misión del Nonhuman Rights Project es, mediante la educación y pleitos, cambiar el estatus de al menos algunos animales no humanos según el derecho anglosajón de meras «cosas», sin la capacidad de poseer derechos legales, a «personas», que poseen derechos fundamentales como los de integridad física y libertad física, además de aquellos derechos legales que les correspondan según los estándares de moralidad, descubrimientos científicos y experiencia humana, todos ellos en evolución constante. Los objetivos específicos planteados por la organización para progresar en su misión son:
1. Convencer a un tribunal superior de un estado de los Estados Unidos para que declare que un determinado animal no humano es una persona jurídica que posee la capacidad de un derecho legal específico.
2. Convencer a tribunales superiores de los distintos estados de los Estados Unidos de que aumenten el número de derechos legales de cualquier animal no humano que sea declarado persona jurídica en el grado en que debería tener derecho a ellos.
3. Convencer a tribunales superiores de los distintos estados de los Estados Unidos de que declaren que los animales no humanos apropiados poseen la capacidad de tener derechos legales, así como de que amplíen sus derechos legales en consecuencia.
4. Educar a la profesión jurídica y al poder judicial sobre la justicia legal, social, histórica y política de los argumentos expuestos por el Nonhuman Rights Project. 
5. Comunicar al público y a los medios de comunicación la misión del NhRP y la justicia de reconocer a determinados animales no humanos como personas jurídicas. 
6. Educar a los tribunales, la profesión jurídica, los medios de comunicación y al público sobre el estado de los conocimientos actuales acerca de la cognición de aquellos animales no humanos que son, o podrían llegar a ser, demandantes en los juicios del Nonhuman Rights Project.

## Reclamaciones legales
El NhRP sostiene que los animales no humanos de los que se ha demostrado científicamente que son seres autónomos y conscientes de sí mismos, como los grandes simios, los elefantes, los delfines y las ballenas, deben reconocerse como personas jurídicas en virtud del derecho anglosajón de los Estados Unidos, con el derecho fundamental a la libertad física. Según el NhRP, no hay nada en el derecho anglosajón que sugiera que la personalidad jurídica se limita únicamente a los seres humanos, y ciertas especies encajan en el perfil que los tribunales han utilizado en el pasado para reconocer la condición de persona jurídica. El NhRP hace hincapié en el hecho de que actualmente todos los animales no humanos se consideran meras propiedades, o «cosas» legales, sin capacidad de derechos. En un artículo publicado cinco meses antes de que el NhRP presentara la primera demanda, Chris Berdick explicó en el periódico Boston Globe las reivindicaciones y la estrategia de la organización de la siguiente manera: 
«Armado con declaraciones juradas de científicos, Jane Goodall incluida, sobre las capacidades de los chimpancés, [el NhRP] argüirá que su demandante merece el derecho a la libertad, y que su cautiverio es una violación de este derecho. Ganen o pierdan, planean presentar más peticiones de habeas en nombre de otros animales, con la esperanza de ganar suficientes pequeñas victorias que sienten las bases de un precedente para la condición de persona animal. Si bien la lucha probablemente no será ni rápida ni fácil, Wise reconoce haber aceptado que el camino a la condición de persona animal es de largo recorrido. "Esta es una campaña a largo plazo, estratégica y de duración indefinida", afirma Wise».

### Caso Somerset contra Stewart
Las reclamaciones legales del NhRP en nombre de animales no humanos en cautividad se basan en parte en el caso Somerset contra Stewart. En ese caso de 1772, William Murray, primer conde de Mansfield y presidente del tribunal King’s Bench (sala de lo civil del tribunal superior de justicia de Inglaterra y Gales), emitió una orden de habeas corpus en nombre de un esclavo llamado James Somerset, quien fue liberado posteriormente. Según el NhRP, esta fue la primera vez que se consideró a un esclavo humano como una persona y que se le permitió solicitar y obtener el recurso de habeas corpus, habiéndose tomado la resolución a pesar de no existir ningún precedente en el que se apoyara. El NhRP considera el recurso de habeas corpus como una forma de compensación eficaz por la negación del derecho a la libertad física de sus demandantes. Al comentar la importancia del caso Somerset para el NhRP en un artículo de Charles Siebert en 2014 para el suplemento The New York Times Magazine, Wise señaló: 
«Una persona jurídica no es sinónimo de un ser humano. Una persona jurídica es una entidad que el sistema jurídico considera lo suficientemente importante como para que sea visible y tenga tanto intereses como ciertos tipos de derechos. A menudo pregunto a mis estudiantes: "Díganme, ¿por qué debería un ser humano tener derechos fundamentales?". No hay una sola persona en el planeta a la que le haya hecho esa pregunta que pueda responder sin referirse a ciertas cualidades propias de un ser humano».

### Oposición y contraargumentos
Algunos juristas se han opuesto públicamente a la misión y objetivos del NhRP. El juez del tribunal federal de apelaciones de EE. UU. Richard Posner, por ejemplo, se opone a la personalidad jurídica de los animales no humanos basándose en que la ley otorga a los humanos un estatus especial no por su inteligencia sino por poseer «una intuición moral más profunda que cualquier razón que pudiera darse para ella, además de inmune a cualquier razón que usted o cualquiera pudieran dar en su contra». El abogado y profesor de Derecho de la Universidad Pepperdine Richard Cupp ha defendido que las leyes de bienestar animal deberían ser suficientes para asegurar el bienestar de los animales no humanos en cautiverio y que la estrategia del NhRP es demasiado extrema. En una entrevista con James Gorman del periódico New York Times después de los primeros juicios de la organización, Cupp añadió: «Para que los casos tuvieran éxito, los tribunales tendrían que ampliar drásticamente el derecho anglosajón existente». A modo de respuesta, el NhRP argumenta que un enfoque de bienestar animal es insuficiente e ineficaz para poner fin a la práctica de mantener en cautividad a los chimpancés y otros animales no humanos de gran complejidad cognitiva, además de que tampoco hace nada por abordar la cuestión más amplia de su condición de propiedad legal.

## Causas judiciales

### Tommy, Kiko, y Hercules y Leo
El NhRP presentó sus primeras demandas el 2 de diciembre de 2013 en el Estado de Nueva York en nombre de cuatro chimpancés en cautiverio, exigiendo que los tribunales les concedieran el derecho a la libertad física mediante el recurso de habeas corpus y que los enviaran inmediatamente a un santuario miembro de la North American Primate Sanctuary Alliance. 
Los demandantes del NhRP en el Estado de Nueva York fueron Tommy, un chimpancé de propiedad privada que vivía en una jaula dentro de un cobertizo situado en un concesionario de caravanas usadas en Gloversville, Nueva York; Kiko, un chimpancé también propiedad de un particular y que vivía en una propiedad privada en Niagara Falls, Nueva York; y Hercules y Leo, dos chimpancés propiedad del Centro de Investigación de Nueva Iberia y prestados al Departamento de Anatomía de la Universidad de Stony Brook para su uso en la investigación de la locomoción. Tras la demanda, el propietario de Tommy, Patrick Lavery, defendió las condiciones de vida del chimpancé: «Le va muy bien. Tiene mucho con que entretenerse: televisión en color, por cable y un equipo de música». 
Se denegaron todas las solicitudes y se volvió a presentar el caso de Hércules y Leo el 19 de marzo de 2015. Y el 20 de abril de 2015, la jueza Barbara Jaffe emitió una orden judicial de comparecencia para fundamentar los motivos y un recurso de habeas corpus. Se convocó una audiencia en la que se ordenó a la Universidad Estatal de Nueva York en Stony Brook que mostrara por qué Hercules y Leo no debían ser liberados y trasladados al santuario Save the Chimps. Al incluir la orden la expresión «recurso de habeas corpus», llegó a los titulares de todo el mundo y fue malinterpretada como la concesión del derecho a la libertad de un chimpancé. La orden de la jueza Jaffe se enmendó y se volvió a presentar con la expresión «recurso de habeas corpus» tachada a mano.   Se celebró una audiencia el 27 de mayo y, el 29 de julio de 2015, la jueza Jaffe emitió una orden en la que desestimaba la solicitud de Hercules y Leo. Debido al hecho de que se revisó la solicitud así como al razonamiento de la decisión, el NhRP consideró que se trataba de «un gran salto para el Nonhuman Rights Project en su lucha por los derechos fundamentales de los animales no humanos».

#### Solicitud de orden judicial dehabeas corpus
Las solicitudes presentadas por el NhRP perseguían los siguientes objetivos: 
1. Que se reconozca a los chimpancés como seres similares a los humanos con derecho a la libertad según el derecho anglosajón. En concreto, que se les reconozca como seres autónomos y autodeterminados que no puedan considerarse legalmente como una propiedad. 
2. Que se libere a los chimpancés y se los traslade a un santuario miembro de la North American Primate Sanctuary Alliance (NAPSA). 
Un recurso de habeas corpus permite a un individuo reivindicar su derecho a la libertad y exigir su propia liberación de un encarcelamiento ilegal. El derecho a presentar el recurso está protegido por la Constitución de los Estados Unidos en virtud del artículo 1, sección 9, y en el Estado de Nueva York debe presentarse en virtud del artículo 70, que establece que «toda persona encarcelada ilegalmente o que se encuentre privada de libertad de otro modo dentro del Estado [...] puede solicitar sin previo aviso un recurso de habeas corpus para investigar la causa de su detención y obtener su puesta en libertad». Para que sus solicitudes fueran atendidas, el NhRP tuvo que demostrar primero que los chimpancés eran personas que podían presentarlas. 
Los argumentos del NhRP se basaban en parte en precedentes, un término jurídico que abarca todas las resoluciones y razonamientos jurídicos anteriores, también conocidos como derecho anglosajón. Estos casos pueden considerarse pertinentes y a veces decisivos para los hechos y circunstancias a tratar. Como primera medida, el NhRP sostuvo que el término jurídico persona no es sinónimo de ser humano, sino que se refiere a una entidad con capacidad para poseer derechos legales.También destacó que no se requiere ninguna condición para determinar que una entidad es una persona jurídica, y que desde el siglo XVIII ha habido casos en los que se han concedido derechos legales a entidades no humanas, como empresas. El NhRP alegó que el hecho de que un chimpancé no sea un ser humano no debería impedir el planteamiento de que se trata de una persona jurídica con derecho a la libertad en virtud del habeas corpus.
A continuación, señaló como aspecto fundamental que, de acuerdo con fallos anteriores del derecho anglosajón como el del caso Somerset contra Stewart, la autonomía y la autodeterminación son las cualidades humanas que se pretende proteger mediante el recurso de habeas corpus. Y, debido a que se sabe que los chimpancés poseen esas mismas cualidades, el derecho a la libertad en virtud del habeas corpus debería ampliarse a la especie de los chimpancés. Más de treinta páginas de la solicitud se dedicaban a repasar el desarrollo evolutivo de los chimpancés, su neurología, sus prácticas sociales y su complejidad cognitiva. El NhRP afirmó que un chimpancé posee las siguientes cualidades: 
«La posesión de un yo autobiográfico, memoria episódica, autodeterminación, autoconciencia, autoconocimiento, autonomía, comunicación referencial e intencional, empatía, memoria de trabajo, lenguaje, metacognición, numerosidad, y cultura material, social y simbólica, su capacidad para planificar, realizar viajes mentales en el tiempo, la capacidad de acción intencional, aprendizaje secuencial, aprendizaje mediático, modelado del estado mental, toma de perspectivas visuales, percepción intermodal, la capacidad para comprender la causa y el efecto, las experiencias de los demás, la capacidad de imaginar, imitar, realizar imitaciones diferidas, emular, innovar y fabricar y utilizar herramientas».
El NhRP subrayó que no pretendía que se concedieran derechos humanos a sus demandantes, sino sólo una ligera ampliación del derecho a la libertad física protegido por el recurso de habeas corpus.

#### Resoluciones iniciales
Las tres solicitudes fueron desestimadas sobre la base de que los chimpancés no eran personas y, por lo tanto, no se examinarían las cuestiones que figuraban en las solicitudes. En una audiencia de una hora sobre el caso del Tercer Distrito de Tommy, S. S. Joseph Sise declaró que: 
«Me han impresionado sus vehementes intervenciones en la sala. El Tribunal no considerará la solicitud, ni reconocerá a un chimpancé como un ser humano ni como una persona que pueda solicitar un recurso de habeas corpus en virtud del artículo 70. Estaré disponible como juez para cualquier otra demanda que busque enmendar cualquier daño que se le haga a este chimpancé porque entiendo lo que dice y la solidez de su argumento. Sin embargo, no estoy de acuerdo con su planteamiento sólo en la medida en que el artículo 70 es aplicable a chimpancés. Le deseo buena suerte con su iniciativa y lamento no poder firmar la orden, pero espero que continúe. Como amante de los animales, aprecio su trabajo».
El juez en el caso del Cuarto Distrito de Kiko, S. S. Ralph A. Boniello III, también celebró una audiencia en la que desestimó la solicitud del NhRP, alegando que Kiko no es una persona a los efectos del habeas corpus y declarando que no quería ser el primero en «dar ese voto de confianza». El juez del caso del Segundo Distrito de Hercules y Leo, S. S. W. Gerard Asher, no celebró una audiencia, sino que desestimó la solicitud de habeas corpus en una resolución escrita basándose en que los chimpancés no se consideran personas jurídicas.

#### Apelaciones

##### El caso de Tommy
El NhRP apeló la decisión del tribunal de primera instancia en el caso de Tommy. Se admitió la apelación y el alegato oral tuvo lugar el 8 de octubre de 2014 ante la División de Apelaciones de la Corte Suprema de Nueva York, Tercer Departamento Judicial en Albany. La audiencia fue objeto de una atención significativa por parte de los medios de comunicación y, el 5 de diciembre de 2014, el tribunal de apelaciones emitió su fallo.  En su resolución, el tribunal confirmó el fallo anterior, según el cual no existe ningún precedente para determinar que un animal pueda ser considerado como una persona. Concluyó además que, de acuerdo con el contrato social, los derechos no pueden estar exentos de obligaciones: 
«La falta de precedentes para tratar a los animales como personas a los efectos del habeas corpus no pone fin, sin embargo, a la investigación, ya que este recurso ha ido adquiriendo con el tiempo un uso cada vez mayor, dados su gran flexibilidad y su alcance impreciso. Si bien el demandante presenta varias razones para conceder a los chimpancés, como Tommy, los derechos de libertad protegidos por dicho recurso, la atribución de derechos se ha relacionado a lo largo de la historia con la imposición de obligaciones y deberes sociales. La reciprocidad entre los derechos y las responsabilidades proviene de los principios del contrato social, que inspiró los ideales de libertad y democracia sobre los que se asienta nuestro sistema de gobierno. Según este punto de vista, la sociedad otorga derechos a cambio del acuerdo expreso o implícito de sus miembros para aceptar responsabilidades sociales. En otras palabras, los derechos están relacionados con el propio albedrío y la capacidad de aceptar la responsabilidad social a cambio de tales derechos. [...] Ni que decir tiene que, a diferencia de los seres humanos, los chimpancés no pueden tener ninguna obligación legal, someterse a las responsabilidades sociales ni ser legalmente responsables de sus actos. En nuestra opinión, es esta incapacidad de asumir responsabilidades legales y deberes sociales lo que hace improcedente conferir a los chimpancés derechos legales, como el derecho fundamental a la libertad protegido por el recurso de habeas corpus, que se han concedido a los seres humanos».
El 18 de diciembre de 2014, el NhRP anunció que había presentado una moción que le autorizara a apelar ante el tribunal de máxima instancia de Nueva York, la Corte de Apelaciones.

##### El caso de Kiko
El NhRP también apeló la decisión del tribunal de primera instancia en el caso de Kiko. Al igual que la apelación de Tommy, la de Kiko también se admitió y el alegato oral se celebró el 2 de diciembre de 2014 ante la División de Apelaciones de la Corte Suprema de Nueva York, Cuarto Departamento Judicial en Rochester. En la audiencia de Kiko los dos asuntos principales fueron: cómo se podía determinar que un chimpancé realmente quería ser puesto en libertad y si un traslado a otro lugar podía considerarse como una liberación del confinamiento, el propósito del recurso de habeas corpus. El NhRP sostuvo que la cuestión de si Kiko deseaba realmente que lo liberasen o no solía quedar resuelta en los casos atinentes a seres humanos autónomos y autodeterminados que en ese momento estuvieran incapacitados o fueran demasiado jóvenes para tomar tales decisiones. Al preguntársele cuál de esos motivos era más similar a las circunstancias de su solicitud, el NhRP respondió que un chimpancé se parece más a un niño de casi cinco años que a un adulto con discapacidad mental.  
El 2 de enero de 2015, el tribunal de apelaciones emitió su fallo, en el que desestimó la soliciutd sobre la premisa de que «el habeas corpus no ha lugar cuando un demandante busca únicamente cambiar las condiciones de reclusión en lugar de la reclusión en sí misma. Por lo tanto, concluimos que el habeas corpus no se aplica en este caso». A modo de comentario sobre la sentencia del tribunal, Wise describió lo siguiente en una entrada de blog en el sitio web del NhRP: 
«Ayer el Cuarto Departamento Judicial ignoró tanto al segundo como al tercero. Desestimó el caso de Kiko no porque el NhRP no tuviera derecho a apelar y, lo más destacable, tampoco porque Kiko no pudiera ser una "persona". Lo hizo, según el propio tribunal, porque ni siquiera un ser humano puede usar un recurso de habeas corpus para pasar de un lugar de encarcelamiento severo a otro con mucha más libertad. El NhRP exige que Kiko sea trasladado de su confinamiento solitario en una jaula al espacioso santuario Save the Chimps en Fort Pierce, Florida, donde vivirá su vida en una isla semitropical rodeado de decenas de chimpancés. Todos y cada uno de los ocho casos citados por el Cuarto Departamento Judicial se refieren a un recluso humano condenado por un delito que utilizan un recurso de habeas corpus con algún propósito distinto del de obtener la liberación inmediata. La decisión del Cuarto Departamento Judicial trata a Kiko como si fuera un prisionero humano condenado por un delito e ignora numerosos casos a lo largo de 200 años que han involucrado a seres humanos que no han sido prisioneros condenados por ningún delito y que han hecho uso del recurso de habeas corpus para trasladarse de un lugar a otro. Por lo tanto, el NhRP pedirá al Cuarto Departamento Judicial autorización para presentar una apelación ante la Corte de Apelaciones durante la próxima semana. Si el Cuarto Departamento Judicial responde que no, solicitaremos a la propia Corte de Apelaciones autorización para apelar».
El 20 de abril de 2015, el NhRP presentó una moción de autorización para apelar ante el tribunal de máxima instancia de Nueva York, la Corte de Apelaciones.

#### Revisión del caso de Hercules y Leo

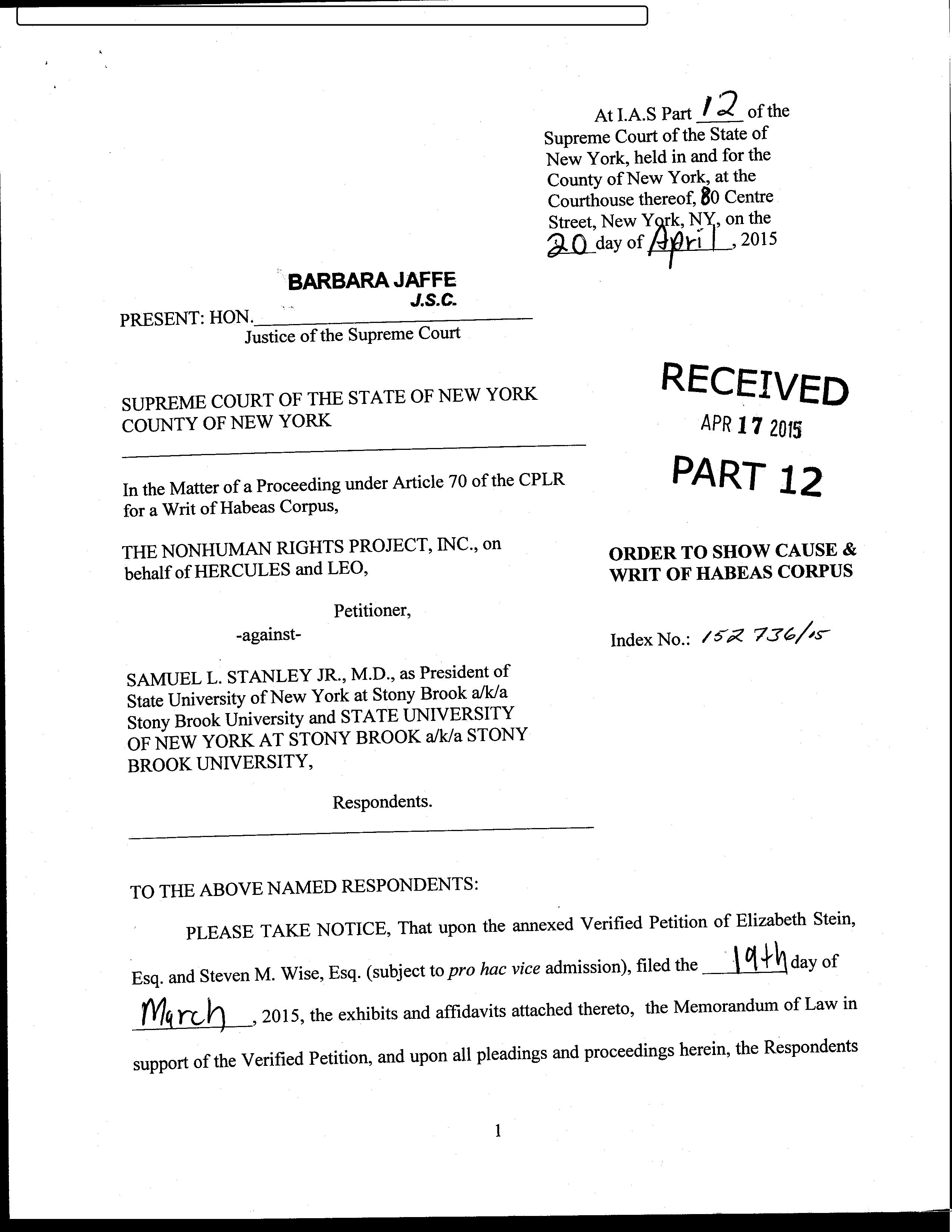
Orden judicial de comparecencia para fundamentar los motivos y recurso de habeas corpus

El NhRP también presentó una apelación a la sentencia del tribunal de primera instancia en el caso de Hercules y Leo. El 3 de abril de 2014 la apelación fue desestimada por el Segundo Departamento de Apelaciones de Brooklyn, pero este sobreseimiento se basó en un tecnicismo y no se tuvieron en cuenta los informes del NhRP, El 19 de marzo de 2015, se permitió al NhRP volver a presentar la solicitud ante el tribunal del condado de Manhattan, que depende del Primer Departamento de Apelaciones. La jueza Barbara Jaffe quedó asignada al caso.
El 20 de abril de 2015, la jueza Barbara Jaffe emitió una orden judicial de comparecencia para fundamentar los motivos y recurso de habeas corpus. Se convocó una audiencia en la que se ordenó a la Universidad Estatal de Nueva York en Stony Brook demostrar por qué Hercules y Leo no debían ser liberados y trasladados al santuario Save the Chimps. Debido al título de esta orden, Orden judicial de comparecencia para fundamentar los motivos y recurso de habeas corpus, la noticia de la concesión del derecho a la libertad de los chimpancés se propagó inmediatamente por los titulares de prensa en todo el mundo. Incluso el NhRP publicó el titular «Una jueza reconoce a dos chimpancés como personas jurídicas y les concede un recurso de habeas corpus» a modo de noticia de última hora en su sitio web. Como consecuencia de los titulares a escala internacional, la orden de la jueza Jaffe se enmendó y se volvió a presentar con la expresión «recurso de habeas corpus» tachada a mano. Es probable que se tomara esta medida para dejar constancia de que la orden se concedió sólo para permitir una audiencia en la que se evaularían los argumentos expuestos en la solicitud del NhRP. Al día siguiente, el NhRP actualizó su publicación afirmando que «la orden no implica necesariamente que el tribunal haya declarado que los dos chimpancés, Hercules y Leo, sean personas jurídicas a efectos de un recurso de habeas corpus con arreglo al artículo 70 y según el derecho anglosajón».
El 27 de mayo se celebró una audiencia con motivo de la evaluación inicial de las solicitudes de Hercules y Leo. Al emitir el fallo el 29 de julio de 2015, la jueza Jaffe declaró que su resolución estaba obligada a seguir el fallo de un tribunal superior. El conflicto entre las sentencias pertinentes a los Primer y Cuarto Departamentos, en los que se falló el caso de Tommy, llevó a la jueza Jaffe a basarse en la sentencia del Tercer Distrito en el caso de Tommy. Dicho tribunal de apelaciones dictaminó que un chimpancé no podía considerarse una persona con derecho a la libertad por no existir ningún precedente de tal decisión, y que no se pueden conceder derechos sin responsabilidades sociales. La jueza declaró además que, aunque no hubiera estado sujeta al fallo del Tercer Departamento en el caso de Tommy, esta decisión dependía del poder legislativo o de los tribunales superiores, dado su papel en la fijación de la política gubernamental.
El NhRP interpretó el dictamen de la jueza Jaffe como una victoria a pesar de que hubiera denegado la solicitud. En una publicación bajo el título de That's One Small Step for a Judge, One Giant Leap for the Nonhuman Rights Project («Es un pequeño paso para una jueza, pero un gran salto para el Nonhuman Rights Project»), Wise subrayó el hecho de que la jueza Jaffe estaba de acuerdo con el NhRP al determinar que «"las personas" no se limitan a los seres humanos, y que quién es una "persona" no es una cuestión de biología, sino de orden público y de principios». Terminó citando el último párrafo en la sentencia de la jueza Jaffe: 

«Los esfuerzos por ampliar los derechos legales de los chimpancés son comprensibles, incluso puede que algún día tengan éxito. Los tribunales, sin embargo, tardan en aceptar el cambio y a veces parecen reacios a hacer interpretaciones de la ley más atrevidas e inclusivas, aunque sea modestamente hasta el punto de darles mayor reconocimiento. Como observó acertadamente el juez Kennedy en el caso Lawrence contra Texas (el caso sobre los derechos de los homosexuales que derogó una ley estatal sobre la sodomía en 2003), aunque en un contexto diferente, «los tiempos pueden cegarnos ante ciertas verdades y puede que las generaciones posteriores vean que las leyes que antes se consideraban necesarias y adecuadas sólo sirven para oprimir. Es posible que el ritmo se esté acelerando (en alusión al caso reciente del matrimonio entre homosexuales que "concede el derecho al matrimonio entre parejas del mismo sexo y reconoce que la institución del matrimonio ha evolucionado a lo largo del tiempo a pesar de remontarse a la antigüedad"). Por ahora, sin embargo, y dado el precedente al que estoy obligada, decreto que se deniegue la solicitud del recurso de habeas corpus».
A pesar del fallo a su favor, la universidad publicó una declaración oficial en la que afirmaba que ya no realizaría estudios científicos con Hercules y Leo. Se presentó una apelación en agosto de 2015, pero en diciembre Stony Brook devolvió los chimpancés al Centro de Investigación de Nueva Iberia. Este hecho cerró el caso debido a que el tribunal del Estado de Nueva York ya no tenía jurisdicción sobre ellos.
El 1 de septiembre de 2015 se desestimaron las solicitudes del NhRP para presentar apelaciones ante el tribunal de máxima instancia en los casos de Tommy y Kiko. Y el 2 de diciembre de 2015, el NhRP volvió a presentar la solicitud de Tommy en el Primer Departamento Judicial de Manhattan en Nueva York, el mismo distrito en el que la jueza Jaffe emitió su fallo.

## Actuación del NhRP ante la demanda de esclavitud de PETA
En octubre de 2011, la organización Personas por el Trato Ético de los Animales (PETA, por sus siglas en inglés) presentó una denuncia ante un tribunal federal de primera instancia de California en la que alegaba que la empresa SeaWorld estaba esclavizando a sus orcas en cautividad y con ello violando los derechos de estos animales en virtud de la Decimotercera Enmienda a la Constitución de los Estados Unidos. El NhRP, aunque reconoció que las orcas podrían considerarse esclavas según el uso común del término, se opuso con vehemencia a la demanda alegando que estaba equivocada en su estrategia y resultaba contraproducente. La crítica del NhRP destacaba la existencia de diferentes estrategias para lograr derechos y protección para los animales no humanos. «Es poco probable que la afirmación de que una orca está esclavizada en el sentido de la Decimotercera Enmienda reciba un solo voto de un tribunal federal de apelaciones en 2011», escribió Wise en el sitio web del NhRP. «Es impensable que la actual Corte Suprema de los Estados Unidos esté de acuerdo». En enero de 2012, el juez presidente, S. S. Richard Miller, concedió permiso al NhRP para aparecer en el caso como un amicus curiae (amigo de la corte) con el fin de, como dijo Wise, «asegurarse de que los intereses de las orcas estén debidamente representados, que se avance en su estado legal y que un fallo desfavorable inflija el menor daño posible al desarrollo de la jurisprudencia de los derechos de los animales».
El caso se desestimó en febrero de 2012. El juez señaló en la sentencia que «la única interpretación razonable del lenguaje sencillo de la Decimotercera Enmienda es que se aplica a las personas, y no a las no personas como las orcas». En una entrevista para el blog Earth in Transition, Wise opinó lo siguiente sobre el fallo:
«A veces es mejor no hacer nada que hacer algo perjudicial. El problema de la demanda de PETA es que estaba abocada al fracaso desde el principio, y en el Nonhuman Rights Project lo reconocimos inmediatamente. Al estudiar el proceso judicial uno aprende que los primeros casos en una nueva rama a menudo tienden a cobrar un grado de importancia fuera de lo habitual. A la hora de iniciar un litigio en un área pionera se debe empezar con las demandas más sólidas en las jurisdicciones más favorables. Por eso el Nonhuman Rights Project sigue la pauta de ganar a lo grande y, si se pierde, que sea poco. PETA no tenía prácticamente ninguna posibilidad de ganar poco pero sí la enorme posibilidad de perder mucho».

## Documental
Los directores de documentales D. A. Pennebaker y Chris Hegedus anunciaron en julio de 2012 su próximo proyecto, Unlocking the cage («Abriendo la jaula»), que seguiría los pasos del NhRP en la tarea de conseguir derechos legales para los animales no humanos. En abril de 2014, la productora Pennebaker-Hegedus Films publicó un adelanto del documental inacabado en la plataforma Op-Doc del New York Times titulado Animals Are Persons Too («Los animales también son personas»). Unlocking the cage se estrenó en 2016. 

## Informe de Animal Charity Evaluators
Animal Charity Evaluators (ACE) nombró al NhRP como una de sus organizaciones benéficas destacadas en sus recomendaciones anuales de 2015 y 2016. La organización ACE señala como organizaciones benéficas destacadas (standout charities) a aquellas que no consideran tan robustas como las de la lista de mejores organizaciones benéficas (top charities), pero que se distinguen por lo menos en un aspecto y tienen una eficacia excepcional en comparación con otras organizaciones benéficas animalistas. 
Entre los puntos fuertes del NhRP, según la ACE, está el hecho de que es la única organización que conocen que trabaja directamente para conseguir la personalidad jurídica de los animales, lo que «podría ser la vía más prometedora para considerar adecuadamente a los animales no humanos en nuestra sociedad». El NhRP también ha atraído la atención de la opinión pública con sus casos, lo que ha ayudado de forma convincente a la causa de la defensa de los animales. La ACE señala como una de las limitaciones del NhRP su énfasis en ciertos animales de gran complejidad cognitiva, así como la incertidumbre sobre si sus actividades se ampliarán con el tiempo a grupos de animales más extensos.